# Naka-ku (Yokohama)
Pour les articles homonymes, voir Naka-ku.
Naka (中区, Naka-ku) est l'un des dix-huit arrondissements de la ville de Yokohama au Japon. Il est situé à l'est de la ville, au bord de la baie de Tokyo.
En 2016, sa population est de 148 703 habitants pour une superficie de 21,20 km2, ce qui fait une densité de population de 7 000 hab./km2.

## Lieux notables

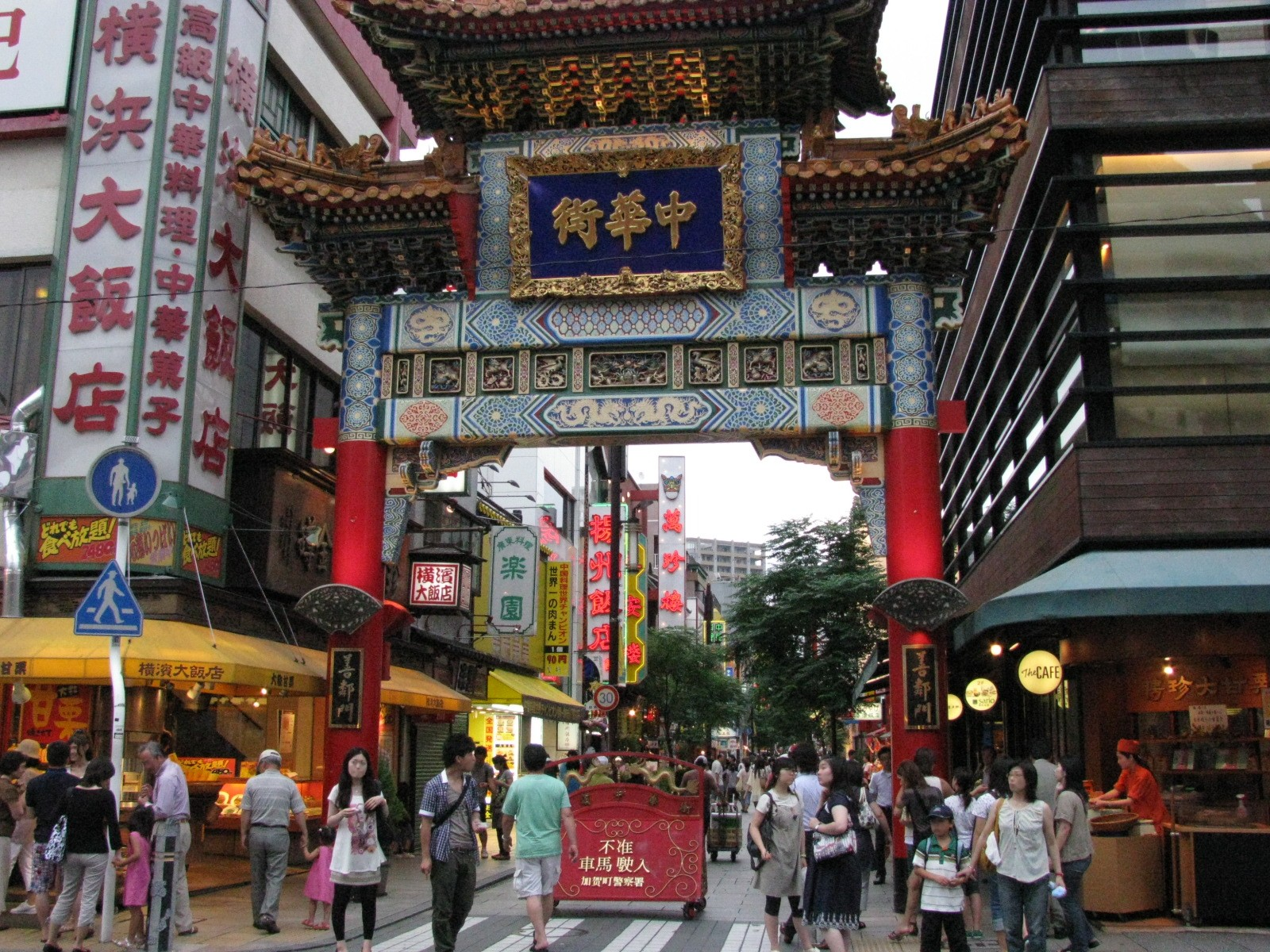
Chinatown.

- Quartier de Chinatown
- Quartier de Yamate
- Sankei-en
- Archives historiques de Yokohama
- Musée des garde-côtes de Yokohama
- Pont de la baie de Yokohama
- Tour marine de Yokohama
- Yokohama Stadium

## Transport publics
L'arrondissement est desservi par plusieurs lignes ferroviaires :
- lignes Negishi et Keihin-Tōhoku de la compagnie JR East,
- ligne principale de la compagnie Keikyū,
- ligne Minatomirai de la compagnie Yokohama Minatomirai Railway,
- ligne bleue du métro de Yokohama.

Le terminal maritime international de passagers de Yokohama se trouve dans l'arrondissement.